# 1991년 대한민국의 영화
다음은 1991년에 대한민국의 영화에 관한 서술한다.

## 흥행 주요 기록
흥행 당시에 외화 1위는 〈늑대와 춤을〉이 관객수 서울 98만 5천명을 세웠고, 2위는 <터미네이터 2>가 91만 4천 명, 3위 <나 홀로 집에>(86만 9천명), 4위 <마지막 보이 스카웃>(54만 7천), 5위 <로빈 훗>(47만 5천), 6위 <황비홍>(43만 4천), 7위 <인어 공주>(43만 3천), 8위 <용형호제 2>가 뒤를 이었고, 방화 1위 및 9위는 〈장군의 아들 2〉가 관객수 서울 35만7천명을 넘었다. 뒤이어 <사의 찬미>(18만), <잃어버린 너>(17만 9천), <경마장 가는 길>(17만 9천), <젊은 날의 초상>(17만 5천), <은마는 오지 않는다> 등이 따랐다. 따라서 관객동원율은 방화가 줄고, 외화가 늘었다.

## 이벤트 및 수상
- 제27회 백상예술대상
- 제29회 대종상 영화제
- 제11회 한국영화평론가협회상
- 제12회 청룡영화상
- 제15회 황금촬영상
- 제2회 춘사예술영화상

## 같이 보기
- 1991년 영화
- 대한민국의 영화